# 585e Volksgrenadier Division
La 585e Volksgrenadier Division est formée en septembre 1944. Elle est originaire du Wehrkreis XVII, qui contrôle le sud de la Bavière et formée à partir de la 17e Division de la Luftwaffe. Puis elle est dissoute aussitôt fusionner avec la 167e division d'infanterie pour créer la 167e Volksgreandier Division. Cette nouvelle division est envoyée sur le front de l'ouest en janvier 1945.

## Composition
- Premier régiment de grenadier de Niedergörsdorf
- Deuxième régiment de grenadier de Niedergörsdorf
- Troisième régiment de grenadier de Niedergörsdorf
- Régiment d'artillerie de Niedergörsdorf